# Bijon Watson
Bijon Watson (* 1970er in Boston) ist ein US-amerikanischer Jazzmusiker (Trompete, Flügelhorn, Arrangement).

## Leben und Wirken
Watson begann im Alter von acht Jahren Trompete zu spielen. Er besuchte die Preparatory School des New England Conservatory of Music. Nachdem er an der University of Southern California zunächst (auf Wunsch seiner Eltern) Computertechnik im Hauptfach und Musik nur im Nebenfach studierte, absolvierte er dann mit dem Hauptfach Musik. 1994 war er Mitglied der Disney All-American College Band, 1995 der Disney/Grammy All-American College Jazz Band.
Watson arbeitete anschließend in Südkalifornien, um zunächst mit Michael Bublé, Natalie Cole und Justin Timberlake auf Tournee zu gehen und bei den Fernsehshows American Idol und Dancing with the Stars zu spielen. Als Studiomusiker wirkte an den Soundtracks einiger Filme mit und arbeitete mit Künstlern wie Michael Jackson, Mariah Carey, Lady Gaga, Gladys Knight (Before Me), Stevie Wonder sowie Earth, Wind & Fire. 15 Jahre lang war er daneben als Musiklehrer in Kalifornien tätig, wo er auch Ausbildungsprogramme an der Orange County School of the Arts etablierte.
Watson war ab 1999 Lead-Trompeter im Clayton-Hamilton Jazz Orchestra. Weiterhin gehörte er zum Jazz Orchestra von Gerald Wilson, zur John Daversa Progressive Big Band, John Beasleys Monkestra und zu José Rizos Jazz on the Latin Side All-Stars und arbeitete mit Diana Krall oder Queen Latifah. 2022 war er Solist in dem von ihm gemeinsam mit Steven Feifke geleiteten Generation Gap Jazz Orchestra, das mit seinem gleichnamigen Debütalbum 2023 den Grammy für das „Best Large Jazz Ensemble Album“ erhielt. Nebenbei absolvierte er eine Zusatzausbildung als Kulturmanager an der University of Massachusetts.
Watson gab auch Meisterklassen und Seminare an Colleges, Konservatorien und anderen Bildungseinrichtungen in Nordamerika und Europa.